# Ben Amera
Ben Amera, také Ben Amira (arabsky بن عميرة‎), je žulový skalní suk v Mauritánii. Jeho vrchol převyšuje okolní terén o 633 metrů, podle odhadů se ještě větší část skály nachází pod povrchem saharských písků. Ben Amera je tak největším monolitem v Africe a třetím největším na světě. Izolované skalisko se nachází 450 km severovýchodně od Nuakšottu v administrativním regionu Adrar nedaleko hranice se Západní Saharou. Ve vzdálenosti čtyř kilometrů od monolitu vede Mauritánská železnice.
Žulová skála pochází z období prekambria a obsahuje také dajky čediče a kvarcitu. Byly zde objeveny petroglyfy naznačující, že pro původní obyvatele byla Ben Amera kultovním místem. Navzdory obtížné dostupnosti je monolit populární mezi sportovními lezci. Nachází se zde 25 cest v obtížnosti od 4b do 8a, nejdelší z nich měří 250 metrů. K balvanu se dá dostat terénním vozem z nejbližšího města Šúm. V roce 1999 se konalo u úpatí skály sochařské sympozium, které vedl Siriki Ky.
V okolí Ben Amery se nachází několik dalších monolitů, z nichž největší nese název Ben Ajša. Podle místní pověsti byli Amera a Ajša manželi a ostatní skály jsou jejich děti. Původně stály obě skály vedle sebe, ale pak byla Ajša Amerovi nevěrná a od té doby žije pár odděleně.